# Доценко Іван Іванович
Іван Іванович Доценко (нар. 16 травня 1984) — український футболіст, чемпіон і срібний призер літніх Паралімпійських ігор. Заслужений майстер спорту міжнародного класу.
Займається у секції футболу Херсонського обласного центру «Інваспорт».

## Відзнаки та нагороди
- Орден «За заслуги» II ст. (4 жовтня 2016) — за досягнення високих спортивних результатів на XV літніх Паралімпійських іграх 2016 року в місті Ріо-де-Жанейро (Федеративна Республіка Бразилія), виявлені мужність, самовідданість та волю до перемоги, утвердження міжнародного авторитету України[2]
- Орден «За заслуги» III ст. (17 вересня 2012) — за досягнення високих спортивних результатів на XIV літніх Паралімпійських іграх у Лондоні, виявлені мужність, самовідданість та волю до перемоги, піднесення міжнародного авторитету України[3]
- Звання «Почесний громадянин Новотроїцького району» із врученням диплома та нагрудного знака (18 листопада 2016) — за найвищі досягнення у спорті, особливі заслуги перед державою Україна, прославляння Новотроїцького району, особистий внесок в розвиток фізичної культури та спорту[4]